# Martín Rivero
Martín Horacio Rivero (Roldán, 13 novembre 1989) è un calciatore argentino, centrocampista dell'Agropecuario.

## Carriera
Ha iniziato la sua carriera nelle file giovanili del Rosario Central, facendo il suo debutto in prima squadra nel 2008. Nel club argentino ha totalizzato 53 presenze e 5 gol segnati. Il 16 febbraio 2012 passa in prestito ai Colorado Rapids.